# Vantoux-et-Longevelle
Vantoux-et-Longevelle és un comú francès al districte de Vesoul  (departament de l'Alt Saona, regió de Borgonya - Franc Comtat). L'any 2007 tenia 152 habitants. El comú de Vantoux-et-Longevelle és el resultat de la fusió dels dos comuns de Vantoux i Longevelle el 1806.

## Demografia

### Població
El 2007 la població de fet de Vantoux-et-Longevelle era de 152 persones. Hi havia 60 famílies, de les quals 12 eren unipersonals (12 homes vivint sols), 28 parelles sense fills i 20 parelles amb fills.
La població ha evolucionat segons el següent gràfic:

### Habitatges
El 2007 hi havia 71 habitatges, 60 eren l'habitatge principal de la família, 5 eren segones residències i 6 estaven desocupats. 68 eren cases i 3 eren apartaments. Dels 60 habitatges principals, 49 estaven ocupats pels seus propietaris, 8 estaven llogats i ocupats pels llogaters i 3 estaven cedits a títol gratuït; 4 tenien dues cambres, 6 en tenien tres, 10 en tenien quatre i 40 en tenien cinc o més. 53 habitatges disposaven pel capbaix d'una plaça de pàrquing. A 24 habitatges hi havia un automòbil i a 30 n'hi havia dos o més.

### Piràmide de població
La piràmide de població per edats i sexe el 2009 era:
| Homes | Edats   | Dones |
| ----- | ------- | ----- |
| 0     | 95 o +  | 0     |
| 0     | 90 a 94 | 0     |
| 0     | 85 a 89 | 4     |
| 4     | 80 a 84 | 4     |
| 4     | 75 a 79 | 0     |
| 0     | 70 a 74 | 4     |
| 0     | 65 a 69 | 0     |
| 4     | 60 a 64 | 4     |
| 4     | 55 a 59 | 0     |
| 8     | 50 a 54 | 8     |
| 8     | 45 a 49 | 4     |
| 4     | 40 a 44 | 8     |
| 0     | 35 a 39 | 0     |
| 4     | 30 a 34 | 4     |
| 4     | 25 a 29 | 4     |
| 0     | 20 a 24 | 0     |
| 0     | 15 a 19 | 4     |
| 8     | 10 a 14 | 8     |
| 8     | 5 a 9   | 0     |
| 8     | 0 a 4   | 4     |

## Economia
El 2007 la població en edat de treballar era de 98 persones, 78 eren actives i 20 eren inactives. De les 78 persones actives 72 estaven ocupades (37 homes i 35 dones) i 6 estaven aturades (3 homes i 3 dones). De les 20 persones inactives 9 estaven jubilades, 8 estaven estudiant i 3 estaven classificades com a «altres inactius».

### Ingressos
El 2009 a Vantoux-et-Longevelle hi havia 65 unitats fiscals que integraven 167 persones, la mediana anual d'ingressos fiscals per persona era de 18.630 €.

### Activitats econòmiques
Dels 2 establiments que hi havia el 2007, 1 era d'una empresa extractiva i 1 d'una empresa immobiliària.
L'únic servei als particulars que hi havia el 2009 era una agència immobiliària.
L'any 2000 a Vantoux-et-Longevelle hi havia 6 explotacions agrícoles.

## Poblacions properes
El següent diagrama mostra les poblacions més properes.